# 杨逍
楊逍是金庸小说《倚天屠龍記》中的人物，是明教教主座下的光明左使，人稱楊左使，與光明右使范遥合稱“逍遥二仙”，為金庸小說中武功超群的高手之一。
楊逍樣貌俊雅，風度翩翩，為人亦正亦邪，孤傲不羈，冷傲狂狷，武功卓絕，文武全才，而且機智多謀，博學多才，平時多以一身白色長袍的書生形象出現。少年時與峨嵋派男弟子孤鴻子比武，輕鬆將其擊敗並將「倚天劍」擲在地上後飄然而去，令當時聞名天下的孤鴻子被活活氣死，楊逍也因此與峨嵋結仇。明教前教主陽頂天失蹤后，他一直留守光明頂主理明教教務，手下有火風雷電四門教眾。及後因立新教主一事而與教中高手反面，因而隱居昆仑山坐忘峰。楊逍与峨嵋女弟子紀曉芙有一段情緣，育有一女楊不悔。張無忌繼任教主後，他悉心輔助，為張無忌的得力助手，其後張無忌選擇退隱，並指任其為教主。曾獲陽頂天傳授「乾坤大挪移」，並自行修煉至第二層，使其武學修為更上一層。

## 概述
出身富貴之家，幼年元兵犯境，舉家僥倖逃過元兵截殺，但安于南方時，除楊逍外全家意外溺斃。
楊逍天資聰穎，骨骼精奇，後得奇遇，年輕時已武功極高，出道甚早，故江湖早聞其名。
少年时与峨嵋孤鸿子结怨，二人交手時，孤鴻子連拔劍的機會也沒有，就敗于二十歲的楊逍手下，「倚天剑」更被夺去，但楊逍卻不取走該劍而掷於地上，隨即飄然而去，由此孤鸿子竟被气死。
楊逍加入明教後，扶搖直上，不出三十已貴為光明左使。
楊逍外表英俊瀟灑，頭腦聰明絕頂，與「光明右使」范遙為結義兄弟，合稱「逍遙二仙」。
楊逍既為明教光明左使，其武功及教中地位僅次於教主，更曾受明教第三十三代教主陽頂天傳授鎮教絕學「乾坤大挪移」第一層，其後以十多年時間自行練至第二層，實力與地位僅次於教主的頂尖高手；陽頂天死後，曾一度意任明教教主，但由於四大法王、五散人等教眾皆不服他，以致明教陷於四分五裂之局面。
楊逍有一女楊不悔，是他和峨嵋紀曉芙所生。楊逍年輕時，愛戀紀曉芙而留於身邊逾月，紀曉芙也愛上楊逍而委身於彼，誕下一女兒取名不悔，表示她對愛上楊逍並不後悔。
六大派圍剿光明頂時，因為內鬨的原故，楊逍受到護教法王「青翼蝠王」韋一笑以及五散人圍攻，楊逍更使出明教鎮教之寶「乾坤大挪移」把韋一笑的「寒冰綿掌」反施六人身上，技驚四座。
後來張無忌解決了六大派圍剿光明頂的危機， 成為明教第三十四代教主，楊逍便出盡全力輔助他，他對明教的歷史和狀況非常熟悉，張無忌更就此請教他，他對比自己年紀小的張無忌甚是敬佩，是張無忌的得力助手。
因為對紀曉芙本來的未婚夫一武當七俠之一的殷梨亭心存愧疚，所以當明白杨不悔對殷梨亭的情意時，容許他倆成親。
曾多次以其機智及聰明協助張無忌，而張無忌也很信任他，六大派高手被囚万安寺，献“酒惑鹤，色迷鹿”之计救出众人。为救明教四大護教法王之一金毛獅王」謝遜，随张无忌并明教四大護教法王之一「白眉鷹王」殷天正合力大战少林当时辈份最高的少林「三大高僧」渡厄、渡难與渡劫。
張無忌退隱江湖時，正式將教中事務全權交由楊逍、范遙、彭瑩玉等人。

## 家系
|  |  |  |  | 杨逍 | 杨逍 | 杨逍 | 杨逍 | 杨逍   | 杨逍   |        |        | 紀曉芙 | 紀曉芙 | 紀曉芙 | 紀曉芙 | 紀曉芙 | 紀曉芙 |        |        |        |        |  |  |
|  |  |  |  | 杨逍 | 杨逍 | 杨逍 | 杨逍 | 杨逍   | 杨逍   |        |        | 紀曉芙 | 紀曉芙 | 紀曉芙 | 紀曉芙 | 紀曉芙 | 紀曉芙 |        |        |        |        |  |  |
|  |  |  |  |      |      |      |      |        |        |        |        |        |        |        |        |        |        |        |        |        |        |  |  |
|  |  |  |  |      |      |      |      | 杨不悔 | 杨不悔 | 杨不悔 | 杨不悔 | 杨不悔 | 杨不悔 |        |        | 殷梨亭 | 殷梨亭 | 殷梨亭 | 殷梨亭 | 殷梨亭 | 殷梨亭 |  |  |
|  |  |  |  |      |      |      |      | 杨不悔 | 杨不悔 | 杨不悔 | 杨不悔 | 杨不悔 | 杨不悔 |        |        | 殷梨亭 | 殷梨亭 | 殷梨亭 | 殷梨亭 | 殷梨亭 | 殷梨亭 |  |  |

## 影视形象

### 电视剧
- 黄允材：香港無綫電視《倚天屠龍記》（1978年）
- 高一杰：台灣台視《倚天屠龍記》（1984年）
- 黎漢持：香港無綫電視《倚天屠龍記》（1986年）
- 何英偉：香港無綫電視《金毛狮王》（1994年）
- 孫興：台灣台視《倚天屠龍記》（1994年）
- 張兆輝：香港無綫電視《倚天屠龍記》（2001年）
- 張鐵林：中國亞環影音《倚天屠龍記》（2003年）
- 吳曉東：中國華誼兄弟、華夏視聽聯合出品《倚天屠龍記》（2009年）
- 林雨申：中國華夏視聽、企鵝影視聯合出品《倚天屠龍記》（2019年）

### 电影
- 吴桐：《倚天屠龍記》（1965年）（第二集），香港粵語長片，峨嵋電影公司
- 王  戎：《倚天屠龍記》及《倚天屠龍記大結局》(1978年)、《魔劍屠龍》（1984年），邵氏公司
- 方中信：《倚天屠龍記之九陽神功》、《倚天屠龍記之聖火雄風》（2022年），星王朝